# Riña de músicos
Riña de músicos (en francés: Rixe de musiciens) es un cuadro realizado por el pintor Georges de La Tour. Mide 94,4 cm de alto y 141,2 cm de ancho, y está pintado al óleo sobre lienzo. Realizado entre 1620 y 1630, se encuentra en el Getty Center, en Los Ángeles, con el número de inventario 72.PA.28.

## Historia
En la Francia del siglo XVII se dieron dos principales corrientes pictóricas, el naturalismo y el clasicismo. El primero no tuvo excesivo predicamento, debido al gusto clasicista del arte francés desde el Renacimiento, y se dio principalmente en provincias y en círculos burgueses y eclesiásticos, mientras que el segundo fue adoptado como «arte oficial» por la monarquía y la aristocracia, que le dieron unas señas de identidad propias con la acuñación del término clasicismo francés. El principal pintor naturalista fue Georges de La Tour, en cuya obra se distinguen dos fases, una centrada en la representación de tipos populares y escenas jocosas, y otra donde predomina la temática religiosa, con un radical tenebrismo donde las figuras se vislumbran con tenues luces de velas o lámparas de bujía: Magdalena penitente (1638-1643), San Sebastián cuidado por Santa Irene (1640).
Aunque en vida gozó de cierto éxito, tras su muerte la obra de La Tour cayó prácticamente en el olvido, hasta que fue recuperado en el siglo XX. Este cuadro, datado generalmente entre 1620 y 1630, es una obra de juventud, perteneciente a una etapa en la que el artista mostró una clara influencia del caravaggismo italiano. Además de la fecha exacta en la que fue pintado, se ignora su comitente. Su historia es prácticamente desconocida hasta 1950, fecha en que apareció catalogada en la colección de lord Trevor de Brynkynallt en Chirk (Denbighshire). Por entonces se consideraba obra de Caravaggio, aunque los primeros expertos que la estudiaron dudaron de esa atribución, y no fue hasta 1972 que se otorgó su autoría a La Tour, tras comparar el cuadro con otras obras de este autor en el transcurso de una exposición dedicada al artista lorenés celebrada en París. Ese año, se subastó la obra en la galería Christie's de Londres y fue adquirida por el Getty Center de Los Ángeles por 1,7 millones de euros.
De esta obra existe una copia que se conserva en el Museo de Bellas Artes de Chambéry, con una dimensiones de 83 x 136 cm, en óleo sobre lienzo. Considerada anteriormente como obra de los hermanos Le Nain, fue atribuida por Charles Sterling a La Tour tras ser expuesta en el Museo de la Orangerie en 1934. Aunque diversos expertos criticaron esta atribución (Philippe, 1935; Landry, 1937; Blunt, 1950), la aparición del original expuesto en 1972 despejó todas las dudas.

## Descripción
El cuadro muestra una escena nocturna en la que aparecen cinco personajes: en la parte central, dos viejos músicos se pelean, el de la izquierda con un cuchillo en la mano, mientras que lleva colgado de un cinto una zanfonía; y el de la derecha blande su instrumento —una chirimía— a modo de bastón. A la derecha aparecen otros dos músicos, un gaitero y un violinista, que parecen divertidos con la situación y no se inmiscuyen en la riña. Por último, a la izquierda se encuentra una anciana con gesto de espanto, que junta las manos en torno al pomo de un bastón.
El motivo de la riña quizá sea una disputa entre mendigos: el músico de la izquierda tiene un ojo cerrado y otro entreabierto, por lo que aparenta ser ciego; pero podría ser un engaño, ya que el otro músico sostiene en su mano derecha un limón, como para querer verterle su jugo en los ojos a su contrincante, para ver si reaccionaba y era efectivamente ciego. La anciana que se encuentra a su lado es probablemente su lazarillo, de ahí su espanto si efectivamente quedan desenmascarados. Cabe señalar que en aquella época los músicos ambulantes tenían mala fama: el Liber Vagatorum, un manual sobre vagabundos redactado en Alemania en el siglo XVI, recomendaba que «antes de darle algo a un ciego, compruebe de qué tipo es».
La Tour había pintado antes al músico ciego en un cuadro titulado El zanfonista, conservado en el Museo de Bellas Artes de Nantes. Es un anciano medio calvo y barbudo, con un mechón de pelo a un lado de la cara. En el cuadro de Nantes aparece en solitario, tañendo la zanfonía, con unas vestiduras algo más elegantes y un aspecto menos andrajoso que en la riña. La zanfonía había sido un instrumento muy popular en la Edad Media, pero en época de La Tour estaba pasado de moda y solo lo tocaban los músicos ambulantes que pedían limosna. Del resto de instrumentos que aparecen en la riña, la gaita y la chirimía eran instrumentos pastoriles, considerados de poco prestigio, y el violín era entonces un instrumento vulgar, que aún no había adquirido la notoriedad que empezó a tener más adelante y de la que goza hasta hoy en día.